# El Carmen de Bolívar
El Carmen de Bolívar es un municipio de Colombia en el departamento de Bolívar; ubicado en el sistema orográfico de los Montes de María, siendo la población más grande, así como la que concentra el movimiento económico y comercial de la subregión. Es el tercer municipio más importante del departamento, considerada "la despensa agrícola y alimentaria del departamento de Bolívar" al ser un gran proveedor de productos, especialmente de aguacate, tabaco, ñame, ajonjolí y yuca, en los últimos años se ha incentivado la siembra de cacao. También se le conoce como la Ciudad Dulce de Colombia, ya que una parte de su economía es basada en la confitería como las Galletas Chepacorina, Casadilla de Coco, Panochas, entre otros.
El municipio hace parte de los Territorios PDET. Su posición geográficamente privilegiada lo hace propicio para la construcción de un Puerto seco por su gran conexión vial. Ya que es el punto donde se conecta la Ruta del Sol con la Troncal de Occidente, estando a 120 km del significativo puerto de Cartagena de Indias y a 157 km del puerto de Barranquilla.
El Carmen de Bolívar tiene un rico legado histórico. Su reconocimiento como villa en 1813 fue un testimonio del ferviente apoyo de sus habitantes a la causa libertadora. A medida que avanzaba el siglo XIX, El Carmen ganó relevancia estratégica y económica, convirtiéndose en un nodo vital para el comercio de productos agrícolas. El tabaco transportado por medio del embarcadero de la hacienda Jesús del Río hasta Barranquilla y de allí al mundo (especialmente hacia Bremen), transformaron a esta localidad en uno de los principales centros exportadores de Colombia. Esta época dorada de comercio marcó la historia económica del país hasta la primera mitad del siglo XX. Además, El Carmen de Bolívar es conocido por ser el lugar de nacimiento del maestro Lucho Bermúdez, cuya música ha trascendido fronteras y generaciones; una de sus canciones lleva con orgullo el nombre de este municipio.

## Toponimia
La palabra "Carmen" proviene del Idioma hebreo  y significa Jardín o Viña. 
El nombre del actual municipio es controvertido ya que no se evidencia su origen. Aunque, posiblemente se deba por su semejanza a la región del Monte Carmelo. 
Es fundado bajo el nombre de Sitio de Nuestra Señora del Carmen, y al poco tiempo por causa de su heroica lucha en la independencia de Colombia se le concede el título de "Villa Meritoria y Capital de las Montañas de María". Durante la mayor parte del siglo XIX es denominado simplemente como "Carmen". Hacia las primeras décadas del siglo XX, el municipio cambió su nombre a "Carmen de Bolívar" hasta llegar a la denominación actual anteponiéndole el artículo definido masculino -El Carmen de Bolívar-.

## Vías de comunicación
- Terrestres:

Carretera Troncal de Occidente, que une al municipio con las ciudades del Caribe Colombiano y el occidente del país.
Carretera Ruta del Sol III: la cual es la unión de la Transversal de los Contenedores y la Troncal del Magdalena. Esta la comunica con Valledupar, los Santanderes y el interior del país.
Transversal Montes de María: Comunica la Troncal de occidente desde la altura de la cabecera municipal de El Carmen de Bolívar hasta la Transversal del Caribe y a su paso por los centros poblados: Arroyo Arenas, Caracolí Grande, Lázaro, Macayepo,  El Aguacate y Chinulito (Los dos últimos en Sucre). Además, este tiene un ramal conocido como Corredor Punta e' Plancha que conecta desde ese sector en la transversal hacia los centros poblados: Raizal, Bajo Grande, El Hobo, Salitral y Don Gabriel estos dos últimos en jurisdicción de Ovejas (Sucre) hasta llegar al Municipio de Chalán (Sucre).
- Aéreos:

Cuenta con el "Aeródromo Montemariano", de carácter institucional, privado y militar. Ubicado al sur de la cabecera municipal, a un costado de la Troncal de Occidente. 
Habitualmente, la comunicación comercial vía aérea se realiza a través del aeropuerto Las Brujas de Corozal; asimismo por los Aeropuertos de Cartagena y Barranquilla.
- Fluviales:

El Municipio de El Carmen de Bolívar tiene acceso al río Magdalena a través de la carretera que del Carmen conduce al municipio de Zambrano.

## Símbolos

Bandera de El Carmen de Bolívar

- Bandera: Tiene como pabellón oficial la llamada "Bandera cuadrilonga". En cuyo centro se ubica una estrella blanca de ocho puntas (que representa las ocho municipalidades confederadas. Además, esta se puede apreciar en parte de la fachada del Santuario Arquidiocesano Nuestra Señora del Carmen).

- Escudo: El escudo de armas es concedido por el Estado Libre de Cartagena en 1813, a la que otorgó el título de Villa y Capital de los Montes de María, por motivo de la batalla de Mancomoján. Como premio a la participación de los patriotas Carmeros en la defensa de la independencia contra los realistas de Santa Marta el 12 de noviembre de 1812.

- Himno: La música y la letra del Himno del El Carmen de Bolívar fueron creados por autoría del escritor y poeta Genaro Martínez y adoptadas oficialmente como himno de la ciudad por el Concejo Municipal. Relata la célebre batalla de Mancomoján.

CORO
Gloria, gloria a este espléndido día
De recuerdo inmortal y glorioso,
Gloria al pueblo del Carmen que altivo,
Del combate tornó victorioso.
I
Los esfuerzos de atletas que hicieron
nuestros padres allá en Cartagena
Por zafar sus amarras de esclavos,
por romper sus pesadas cadenas.
Ya aspirante doquier se miraba
que a su ruina marchaba el Estado
Más los hijos del Carmen hicieron
mil pedazos el yugo pesado.
V
... Perseguidas doquier por los nuestros
ni un tirano quedó en nuestro suelo
y los himnos del triunfo se alzaron
de esta tierra ya libre hasta el cielo.

## Geografía

### Extensión y límite municipal
El municipio se encuentra al norte de Colombia. Tiene una extensión de 954 km². Colindar al occidente y al sur con el Departamento de Sucre. El Carmen de Bolívar limita con los siguientes municipios:
| Noroeste: María La Baja | Norte: San Jacinto |                        |
| Oeste: San Onofre       |                    | Este: Zambrano         |
| Suroeste: Chalán Colosó | Sur: Ovejas        | Sureste: Córdoba Tetón |

### Relieve
El terreno es predominantemente ondulado y quebrado con alturas que oscilan entre 123 y 717 m s. n. m. dentro del sistema montañoso de los Montes de María o Serranía de San Jacinto. Dividiendo al municipio en dos grandes áreas geográficas: Baja Montaña y Alta Montaña. Además del valle que rodea la Cabecera Municipal.
El relieve del municipio está compuesto por colinas terciarias, depósitos de sedimentos plegados de génesis tectónicas; presenta una gran área con terrenos de paisajes de lomas, relieves fuerte mente ondulados que presentan erosiones clase hídrica-cárcavas, grados moderados y ligeros en algunos casos. Asimismo, posee una topografía ondulada, bordeada por valles claros y ocres. 
Destacan los cerros Cansona (717 m s. n. m.), Peralonso (703 m s. n. m.), La Pita (667 m s. n. m.), Cuchilla de Huamanga (609 m s. n. m.), Loma de Naranjal (589 m s. n. m.), entre otros.

### Hidrografía
El Carmen de Bolívar es recorrido en su cabecera municipal de occidente a oriente por el arroyo Alférez, el cual no cuenta con Plan de Ordenamiento y Manejo de Cuenca Hidrográfica, y se constituye en su mayor recurso hídrico; nace en las colinas occidentales a partir de un gran número de arroyos de escorrentía que se transforman en arroyos afluentes. Cuenta también con el Embalse Arroyo Grande-El Playón y numerosas aguadas.

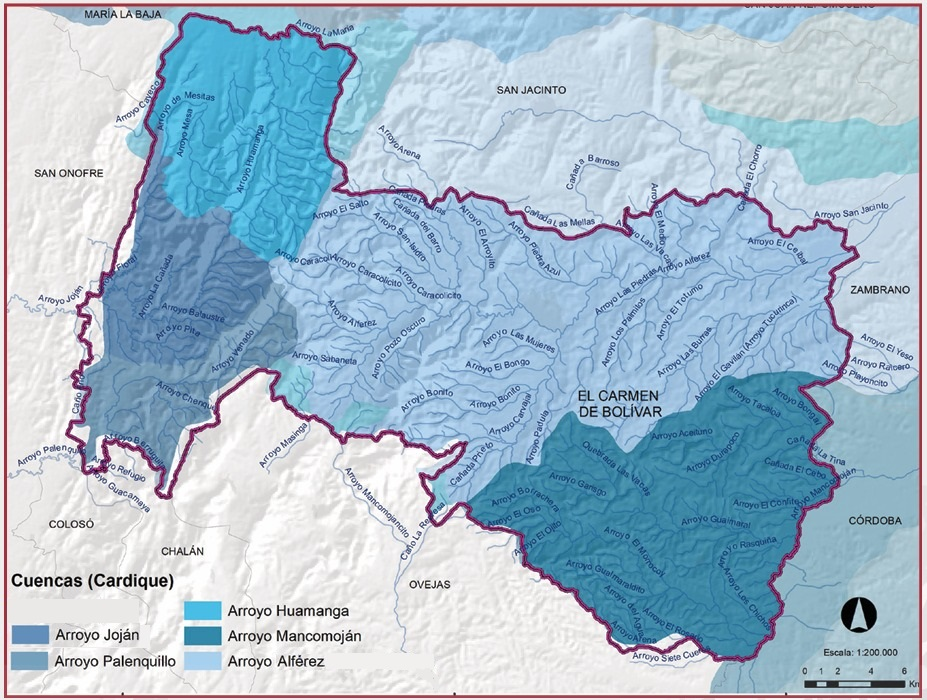
Cuencas hidrográficas del municipio de El Carmen de Bolívar.

El municipio se encuentra en medio de tres subzonas hidrográficas según la Autoridad Ambiental (Cardique): 
- Directos al Bajo Magdalena: Abarca la mayor parte del municipio comprendido por la cuenca del Arroyo Alférez con sus principales afluentes como lo son los Arroyos: Bonito (Carabajal), Arenas, San Isidro; los embalses Santa Elena y Caño Negro; la Ciénaga de Jesús del Monte. Además; de la cuenca del Arroyo Mancomoján que abarca la mayor parte del 'Corredor' Bajos del Rosario y una parte cercana al centro poblado El Hobo.
- Directos al Golfo de Morrosquillo: Abarca los 'Corredores' Lázaro y Macayepo, además de la vereda Tierra Grata y parte de la vereda Buenavista. Comprendido por la cuenca del Arroyo Joján y el Arroyo Palenquillo.
- Cuenca Canal del Dique: Abarca los 'Corredores' Huamanga y Santo Domingo de Meza, su principal afluente es Arroyo Huamanga juntos con otros arroyos circunvecino abastece al Embalse Arroyo Grande-El Playón.

Cabe destacar que en el 'Corredor' Bajos del Rosario (El Salado) bajo subsuelo se encuentra el Acuífero de Morroa.

### Áreas protegidas
En cuanto a áreas protegidas en el municipio existe una Área de Reserva Forestal Protectora: Parque Ecológico Saltones de Mesa, en la Alta Montaña. Además, de cuatro (4) Reservas Naturales de la Sociedad Civil. Mientras en la cabecera municipal, se encuentra el Humedal Bucarica.

### Clima
Sus tierras se encuentran en el clima cálido, la humedad relativa promedio anual es de 76 % y la temperatura promedio anual es de 27,4 °C, siendo marzo el mes de mayor temperatura y noviembre el de menor. La precipitación media anual es de 1.033 mm, está asociada a la Zona de Convergencia Intertropical (ZCIT) y se distribuye en un régimen bimodal que se extiende entre los meses de abril a junio y agosto a noviembre, siendo mayo y octubre los meses más lluviosos.

### Análisis de riesgos y cambio climático
El Carmen de Bolívar es un municipio que se enfrenta a una amenaza de inundación en 2.144,93 ha por el desbordamiento de sus arroyos principales, también tiene problemas de erosión y movimientos en masa. La erosión ligera es la más común (56,05%), seguida por la moderada (24,69%), ambas causadas por la degradación de los suelos. La amenaza por movimientos en masa es media o alta en algunas zonas, debido a la susceptibilidad de las formaciones geológicas, los abanicos aluviales y la cobertura de pastos, además de la erosión ya mencionada.
Según el Índice Municipal de Gestión del Riesgo de Desastres, el municipio tiene un área que se inunda periódicamente de 359,09 ha, una cota máxima de inundación de 419,94 ha durante el fenómeno de La Niña y 2.515,30 ha con alta susceptibilidad por movimientos en masa. El índice calculado es del 42,5%, menor que el promedio nacional. 
Por otro lado, los escenarios de cambio climático proyectan para el municipio un aumento de temperatura entre 2,31 °C y 2,7 °C y una disminución de la precipitación entre -29% y -10%, ambos para finales de siglo. El municipio tiene una vulnerabilidad y un riesgo medio ante el cambio climático, con un riesgo alto en las dimensiones de recurso hídrico y biodiversidad. Estos escenarios pueden aumentar la frecuencia y magnitud de los eventos hidroclimáticos ya identificados.

## Organización territorial

### Cabecera municipal
La cabecera municipal está dividida en unos 48 barrios aproximadamente.
Además, en su periferia se encuentra las siguientes veredas: Km1, Vida Tranquila-La Cesta, Miramar, La Candelaria, Loma del Viento, Santa Fe, Santa Rita, Mala Noche, Piedra Azul, Guacamayo, Palmito, Cañada del Tigre, Coloncito y El Bledo. 
Trazado urbano
Las direcciones urbanas, en las ciudades de Colombia se basan en un modelo numérico, diseñado técnicamente de forma similar a un plano cartesiano, de trazo cuadricular (ortogonal) y métrico en cada cuadra. Las carreras están enumeradas de manera incremental hacia el oriente; mientras las calles están enumeradas manera incremental hacia el norte, su punto de referencia en la cabecera municipal es la Cra 50 # Calle 25 (centro).

### Centros poblados

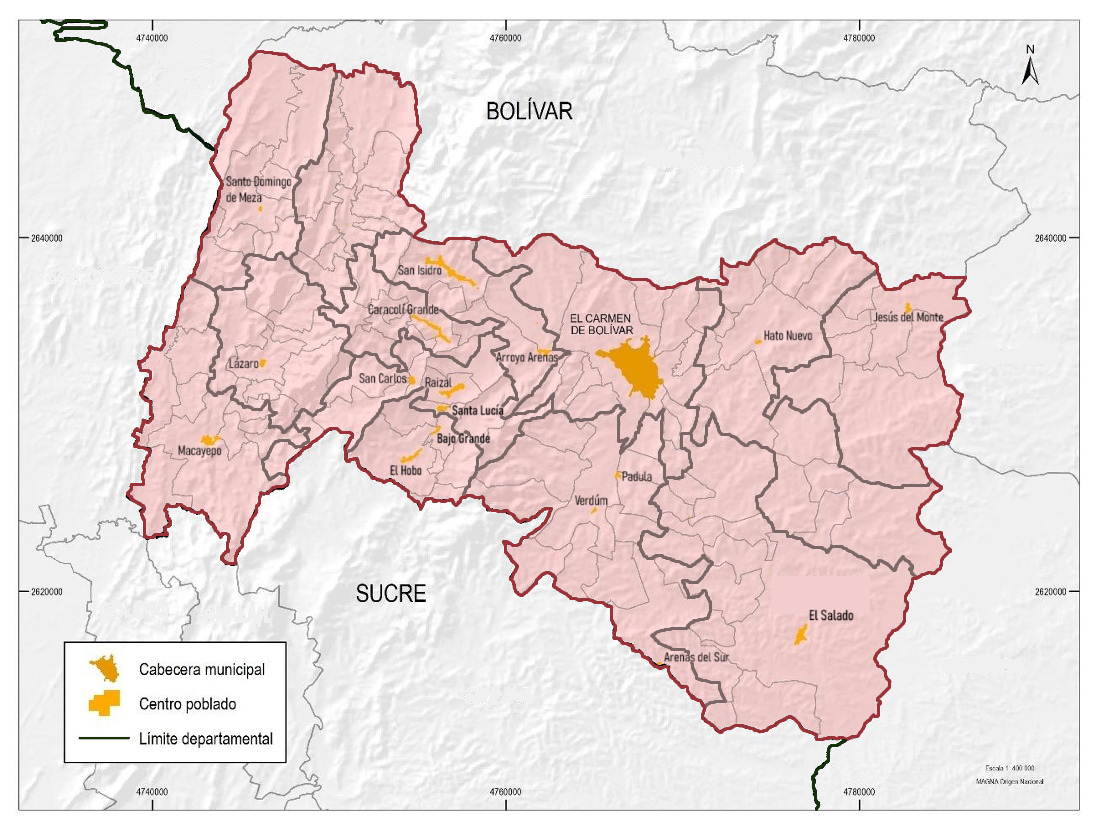
División territorial de El Carmen de Bolívar.

El Carmen de Bolívar tiene bajo su jurisdicción los centros poblados:
- Arroyo Arenas
- Bajo Grande
- Caracolí Grande
- El Hobo
- El Salado
- Hato Nuevo
- Jesús del Monte
- Lázaro
- Macayepo
- Padula
- Raizal
- San Carlos
- San Isidro
- Santa Elena
- Santa Lucía
- Santo Domingo de Meza
- Verdúm

#### Veredas
El municipio no tiene constituido ningún corregimientos (Ya que no cuenta en su territorio con Juntas Administradoras Locales (Jal)).
Por ende, las veredas del municipio se encuentra organizada en las siguientes zonas/corredores:
|                   | Veredas |
| ----------------- | --- |
| Alta Montaña      | - 'Corredor' Arroyo Arenas-San Isidro. En esta se encuentra las veredas: El Valguero, La Sierra de San Isidro, Ojo de Agua y Real Alférez. Incluye los centros poblados Arroyo Arenas, Santa Elena y San Isidro. - 'Corredor' Caracolí. En esta se encuentra las veredas: La Cansona, Buenavista, Don Cleto, Dura Poco, El Alférez, El Coco, El Guapo, La Victoria y La Zarza. Incluye los centros poblados Caracolí Grande y San Carlos. - 'Corredor' Huamanga. En esta se encuentra las veredas: Colina de Venado, Huamanga, Huamanga Dos, Las Lajitas, Loma Central, Mamón de María, San Alejo, Santa Cruz de Mula y Soriano. - 'Corredor' La Esperanza (Punta E´Plancha). En esta se encuentra las veredas: Caracolicito, El Socorro, Guamito, La Turquía, Los Cerros, Poza Oscura, Sabaneta y Tierra Grata. Incluye los centros poblados: Bajo Grande, El Hobo, Raizal y Santa Lucía. |
| Baja Montaña      | - 'Corredor' Bajos del Rosario. En esta se encuentra las veredas: Arenas del Sur, Bálsamo, Barquero, El Danubio, El Respaldo, Espiritano, La Emperatriz, Las Vacas, Pativaca, Santa Clara y Villa Amalia. Incluye el centro poblado El Salado. - 'Corredor' Hato Nuevo. En esta se encuentra las veredas: Aceituno, Bajo de Las Flores, Bonanza, El Cocuelo, Las Pelotas, Roma, San José de Rebullicio, La Tina y Tacaloa. Incluye el centro poblado Hato Nuevo. - 'Corredor' Jesús del Monte. En esta se encuentra las veredas: Caño Negro, El Veinticinco, La Reforma, Mandatú, Mataperro y San Rafael. Incluye el centro poblado Jesús del Monte. - 'Corredor' Verdúm. En esta se encuentra las veredas: Bonito, Borrachera, Caravajal, Cascajo, Los Cedros, Masinguí, Pintamonal, Quimbaya, San Antonio, Tolemaida y Trigal. Incluye los centros poblados Padula y Verdúm.             |
| Occidente Carmero | - 'Corredor' Lázaro. En esta se encuentra las veredas: Balaustre, Camaroncito, Cañada de Bolívar, El Cielo, Hondible, La Pita, La Tejeda, Ojito Seco, Ojo de Venado y Sierra de Venado. Incluye el centro poblado Lázaro. - 'Corredor' Macayepo. En esta se encuentra las veredas: Arroyo de Venado, Berruguita, Cacique, Centro Alegre, El Cauca, El Limón, El Pavo, El Tigre, Floral, Jojancito, Los Deseos y Orejero. Incluye el centro poblado Macayepo. - 'Corredor' Santo Domingo de Meza. En esta se encuentra las veredas: Camarón, Caña Salada, Floralito, La Unión, Milagro, Puerto Mesitas y Saltones de Mesa. Incluye el centro poblado Santo Domingo de Meza. |

## Historia

### Periodo virreinal
A la llegada de los europeos al territorio, la zona del Carmen de Bolívar y en general todos la región de los Montes de María, estaban habitados por la nación malibúes, que al parecer tenían un activo comercio con los zenúes que habitaban mucho más al sur. Las estribaciones de los Montes de María, donde hoy se asienta Macayepo, estaban habitados por los indios one o macayas, emparentados con los zenúes y los chimilas.
El primer español en recorrer la región fue Pedro de Heredia en 1534 bordeando a esta. Un año después su hermano Alonso de Heredia se adentraría dándole el nombre de María a la serranía adyacente. El territorio fue abandonado, a lo cual contribuía el estar en una región boscosa y montañosa. De vez en cuando los españoles e indígenas se internaban en la serranía para extraer el bálsamo de Tolú, de un árbol muy común en la región; estas incursiones generalmente partían de las encomiendas de One Yuman y One Macaya (Macayepo). La situación de abandono fue aprovechada por personas libres, que se asentaron de manera dispersa en la región para escapar del sistema fiscal virreinal.
Finalmente, el 6 de agosto de 1776, cumpliendo la orden del gobernador de la Provincia de Cartagena, Antonio de la Torre y Miranda fundó el Sitio de Nuestra Señora del Carmen, reuniendo las personas dispersas de las montañas y señalando solares y construyendo una capilla. Este es el verdadero origen de la población actual.

### Periodo independentista
El Carmen, participó de manera activa en las guerras de independencia con el apoyo brindado a las tropas del coronel Manuel Cortés Campomanes, en la Campaña del Magdalena, que derrotó a las fuerzas realistas, lo cual permitió garantizar las provisiones del Estado Libre de Cartagena.
Luego de las insurrecciones contrarias al impulso independentista protagonizadas por los indios de las sabanas de Tolú en 1812, quienes, influenciados por los curas de sus poblados, decidieron bloquear el comercio por el río Magdalena con ayuda de los realistas de Santa Marta. El Carmen, a diferencia de la mayoría de asentamientos de la sabana, se mantuvo fiel a Cartagena. Esto se debió a que las filas patrióticas del Caribe colombiano fueron alimentadas por sectores sociales dedicados a actividades mercantiles, como los que había en Mompóx y Cartagena. Así, El Carmen, a diferencia de sus vecinos de las sabanas, por su condición de punto comercial, sirvió como bastión de la causa independentista.
En 1812, el coronel Manuel Cortés Campomanes partió de Cartagena con 600 hombres y, en El Carmen, reclutó a otros 600, algunos de ellos de poblados aledaños que se unieron en este por su localización estratégica, que conecta las sabanas, la alta y la baja montaña y el río Magdalena con Cartagena. El 12 de noviembre, en las inmediaciones de esta población se libró la Batalla de Mancomoján, en la que el recién conformado ejército derrotó la sublevación realista de las sabanas y permitió el avance de los patriotas desde Cartagena al centro del país por el río Magdalena. En esa batalla se decidió la suerte de la llamada “Rebelión de las Sotanas”.

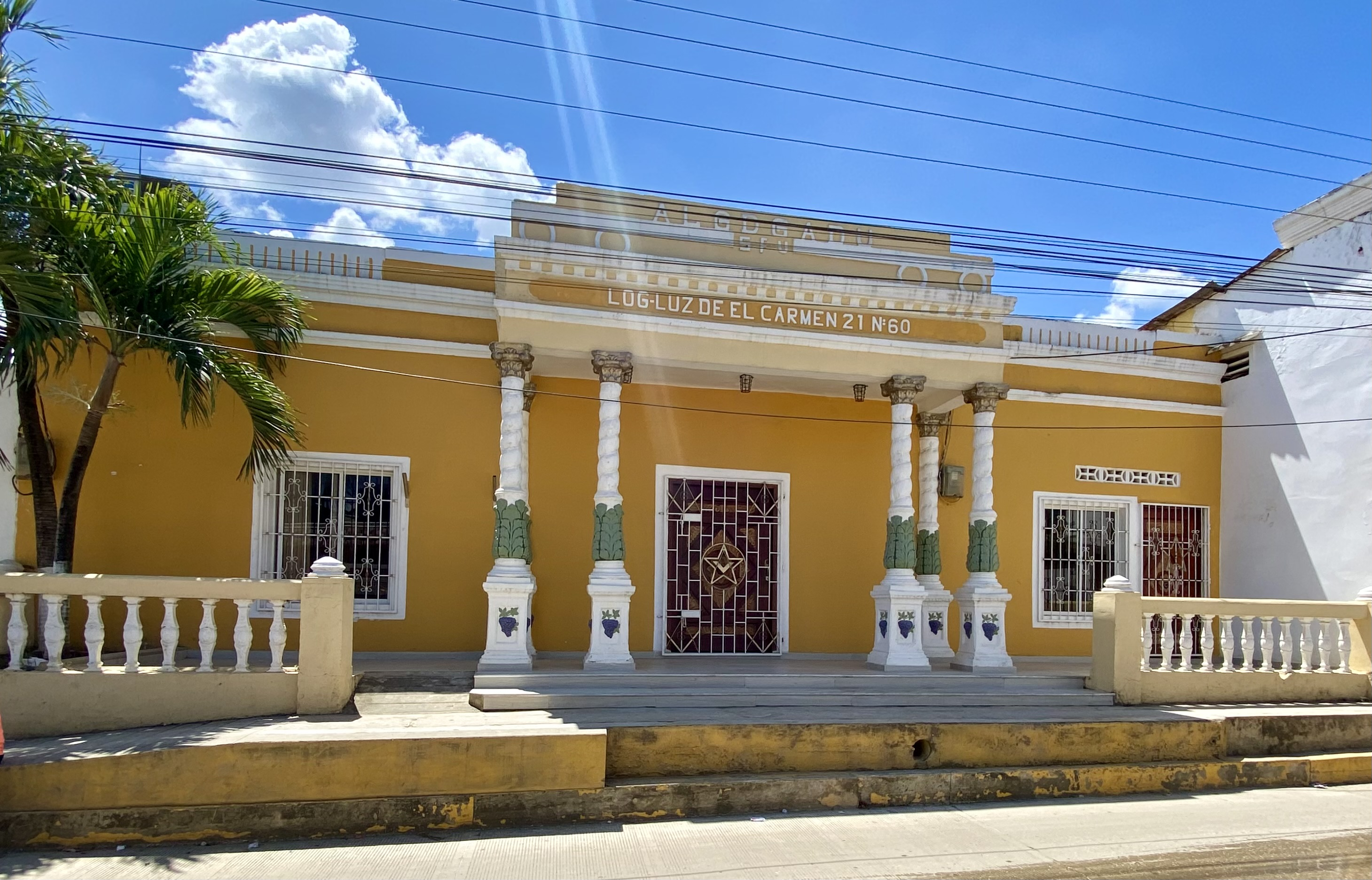
Casa de la Logia (Luz del Carmen N.º 21).

Este suceso le valió para que en 1813, en compensación de sus servicios a la causa patriota durante las guerras de Independencia, el gobernador don Gabriel Gutiérrez de Piñeres en nombre del Estado Libre de Cartagena le confirió escudo de armas y el título de "Villa Meritoria y Capital de las Montañas de María". En él Congreso de Cúcuta, Francisco de Paula Santander la reconoció como cantón, lo cual reafirmó su consolidación como centro político y administrativo de la región; condición que mantuvo hasta 1842 cuando se rebajó al estatus de parroquia del Cantón de Corozal, como consecuencia de su participación en la Guerra de los Supremos (1839-1842) al lado de los federalistas.

### Periodo republicano
En el principio del siglo XIX, la hacienda caribeña se destinaba principalmente a abastecer el mercado interno. Sin embargo, esta situación fue cambiando gradualmente, a través de los procesos que las élites políticas nacionales emprendieron para vincular la economía colombiana con el mercado mundial.
En 1839 el General Juan José Nieto vislumbraba el futuro tabacalero del Carmen, siempre y cuando se acabara con el monopolio que sobre este producto 
imperaba en la Nueva Granada desde la época virreinal: 
-"El Carmen es uno de los lugares de la provincia, en que se ha hecho el ensayo de la siembra de tabaco, y del cual ha resultado producirse de muy excelente calidad. Si fuese libre el cultivo de esta planta, ella sería una de las poblaciones más beneficiadas". 
Luego de la publicación de Nieto, los círculos políticos de Cartagena presionaron al gobierno nacional para que estableciera una factoría en su jurisdicción, lo que se concretó en 1848 con las factorías de El Carmen y Mompox.
La producción de tabaco motivó la modernización de los medios de transporte con la incursión del comercio fluvial a vapor. Así, El Carmen no se limitó a ser el corredor de mercancías provenientes del centro del país por el río Magdalena hacia los puertos en el mar Caribe, sino que se transformó rápidamente en un gran centro productor de tabaco. En mayo de 1850 el presidente José Hilario López elevó la villa en ciudad cabecera de Cantón y liberó del estanco el cultivo del Tabaco, lo que benefició a los Carmeros que desde entonces resaltaron en la producción nacional de Tabaco, el principal producto de exportación de Colombia hasta la década de 1870. La bonanza tabacalera atrajo hasta la ciudad una oleada de inmigrantes, principalmente curazaleños sefarditas y alemanes, interesados en explotar y comercializar con el Tabaco, y fueron convirtiendo al pueblo en un pujante emporio económico, donde se producía la mayor cantidad de Tabaco de exportación de Colombia, solo superado por Ambalema (Tolima).
En 1857, al crearse el Estado Soberano de Bolívar, de la Confederación Granadina, es elevado a la categoría de Distrito municipal, agregándole a su jurisdicción la población de Jesús del Monte. En 1859, el Estado de Bolívar divide su territorio en provincias, creando la provincia del Carmen, con jurisdicción sobre muchos distritos cercanos (la mayor parte de los municipios de constituye los Montes de María). El sistema de provincias subsistió hasta 1925 cuando el Departamento de Bolívar la abandona y adopta las Municipalidades, como las entidades fundamentales de su territorio.
El 2 de marzo de 1865, ocurrió un gran incendio que redujo a cenizas dos mil casas (lo que equivalía a tres cuartas partes del pueblo), incluida su primer templo parroquial.
Ya para 1890 se había convertido en el principal exportador de tabaco del país y, como consecuencia de ello, el municipio se llenó de tabacaleras y comercializadoras extranjeras que abastecían el mercado europeo. Además, de un crecimiento demográfico considerable.

#### SigloXX
Durante la guerra de los Mil Días, fue bastión liberal de Rafael Uribe Uribe. Durante la primera década del siglo XX el nombre del municipio se extiende a "Carmen de Bolívar"[cita requerida].
En 1937, durante la presidencia de Alfonso López Pumarejo, el Congreso de la República por medio de la Ley 102 de 1937 crea la Escuela de Artes y Oficio (hoy, IETI Juan Federico Hollman).
A efectos de la Primera Guerra Mundial, causó que se frenara las exportaciones hacia Alemania, principal comprador del Tabaco Carmero. Provocando que el municipio fuese diversificando su economía en la agricultura (principalmente el cultivo de café y aguacate; esta última inicialmente como sombrío) y la ganadería. Cabe destacar que a pesar de que la lógica de la producción tabacalera había comenzado a interactuar con el mercado internacional, la modernización no alteró la lógica terrateniente de la región, en la que los campesinos labraban la tierra como arrendatarios en las fincas ganaderas de los grandes propietarios. La lógica del arrendamiento y las obligaciones económicas que contraían con las empresas de tabaco no permitían a los campesinos participar de los lucros de este mercado. Así, en toda la región comenzaron a organizarse sindicatos de tabacaleros, que, a partir de la década de 1940, buscaban la redistribución de la tierra.
En 1944, Lucho Bermúdez compone el famosísimo porro “Carmen de Bolívar” y se lo entrega a Matilde Díaz para que lo intérprete. Con ello la expansión de la cumbia y el folklore colombiano a nivel internacional. 
En 1948, fue una de las principales ciudades donde se expandió el llamado "Bogotazo" por causa del magnicidio de Jorge Eliecer Gaitán. En aquellos años Gabriel García Márquez era periodista del El Universal de Cartagena y relató un suceso en el que quedó plasmado posteriormente en su libro Vivir para contarla: -"La policía había sido militarizada como una muestra más del rigor del gobierno en la violencia política que estaba desangrando el país, con una cierta moderación en la costa atlántica. Sin embargo, a principios de mayo la policía acribilló sin razones buenas ni malas una procesión de Semana Santa en las calles del Carmen de Bolívar, a unas veinte leguas de Cartagena. Yo tenía una debilidad sentimental con aquella población, donde se había criado la tía Mama, y donde el abuelo Nicolás había inventado sus célebres pescaditos de oro. El maestro Zabala, nacido en el pueblo vecino de San Jacinto, me encomendó con una rara determinación el manejo editorial de la noticia sin hacer caso de la censura y con todas sus consecuencias. Mi primera nota sin firma en la página editorial exigía al gobierno una investigación a fondo de la agresión y el castigo de los autores. Y terminaba con una pregunta: «¿Qué pasó en el Carmen de Bolívar?»".
En ese mismo año (1948), fue fundada la Granja Experimental Tabacalera, la primera institución dedicada a la investigación agrícola en El Carmen de Bolívar como resultado de una iniciativa liderada por Juan Federico Hollman, reconocido político del Carmen de Bolívar. En 1954, la Granja Experimental Tabacalera es intervenida por el Instituto del Tabaco (INTABACO), posteriormente en 1968 por el ICA (Hoy parte de AGROSAVIA). En 1957, siendo presidente el general Gustavo Rojas Pinilla, mediante la gestión de Juan F. Hollman se hizo posible la creación del aeropuerto El Carmen (hoy, Aeródromo Montemariano).
En 1970, se convierte el cultivo del aguacate en un renglón importante de la economía carmera (sus árboles antes de esto, daba sombrío para los cafetales y crecían en forma casi silvestre).
Con la creación de la Asociación Nacional de Usuarios Campesinos (ANUC) en 1970, los miembros de los sindicatos y los campesinos afectados por la lógica de la tierra en la región se agruparon en esta nueva organización nacional, para exigir una reforma agraria. El Carmen estuvo en el epicentro de la resistencia y las luchas campesinas en el Caribe.
Durante las fiestas de noviembre del año 1972, sucede un caso particular y transcendental en la historia popular del municipio. En medio de las anuales corralejas, los Fernández usurparon el honor de garrochar los toros que sus dueños (los hermanos César y Rafael Frieri), como era usanza en ese tipo de festejos, habían deferido a los Méndez. Ezequiel Méndez, el mejor “garrochero” de la región, encargado de picar a los toros en las corralejas, en medio de la lidia y por accidente pica en una pierna a uno de los hermanos Fernández, también garrochero. Ante la reacción enfurecida del clan Fernández obliga a Ezequiel a huir a caballo, pero los ofendidos lo persiguen en carro y lo alcanzan; le disparan y lo rematan. Esto desata una guerra entre familias, en la que un mes más tarde, Manuel Fernández es asesinado. Produciéndose una serie de retarías la cual duró alrededor de seis años y dejó muchos muertos, culminando esta disputa familiar en 1978 dentro de la corraleja de las fiestas de San Pedro (Sucre), donde se enfrentaron a tiros y garrochazos, con saldo de dos y un muerto, respectivamente. Aquel accidente entre picadores condujo a la cancelación definitiva de las corralejas en El Carmen de Bolívar.

El martes 18 de octubre de 1988, a causas de los aguaceros ocasionado por el Huracán Joan, la cabecera municipal de El Carmen de Bolívar fue inundada en un 80%; el Arroyo Alférez se desbordó, arrasó dos puentes y dejó a la población prácticamente incomunicada; Acabó con cientos de casas, destruyó escuelas y acabó con varias cosechas y productos almacenados.

antiguo Parque Central de El Carmen de Bolívar (hoy, Plaza Mayor Villa Meritoria).

Por otra parte, la tenue respuesta gubernamental a las exigencias campesinas durante las últimas décadas del siglo XX alimentó las tomas de tierras por parte de los campesinos, que recibieron una fuerte represión estatal, y fueron atendidas con la conformación de ejércitos privados de defensa de los terratenientes. A partir de entonces, los agudos conflictos entre campesinos, empresarios y terratenientes desembocaron en la proliferación de guerrillas, grupos paramilitares y una escalada de violencia.
El 19 de agosto de 1994, Héctor Rivas Fontalvo funda mediante una asamblea de constitución la Asociación Mutual Montes de María, Empresa Solidaria de Salud (hoy, MutualSER EPS).
En 1998, es erigido a Santuario la iglesia central, siendo Monseñor Carlos José Ruiseco (Obispo de la arquidiócesis de Cartagena de Indias).
La producción tabacalera de El Carmen de Bolívar se mantuvo durante y después de los dos conflictos mundiales hasta su decadencia a comienzos de la década de 1980. Esto junto con la oleada de violencia del conflicto armado colombiano hace que en 1993 la población en el área urbana supere a la rural.

#### SigloXXI
Su historia como mayor centro tabacalero del país e importante punto comercial en el Caribe Colombiano fue opacada por su historia como espacio geográfico de masacres como las de El Salado, Macayepo, Hato Nuevo, San Isidro y Caracolí; todos centros poblados de este municipio. 
Durante el año 2000, la población fue tristemente célebre, por las masacres perpetuadas por el Bloque Paramilitar de las Autodefensas Unidas de Colombia, en las zonas rurales; siendo las más conocidas la Masacre de Macayepo y la Masacre de El Salado, producto de una lucha encarnizada del territorio contra las FARC por el control de estas. Además, de una serie de matanzas y desaparecimientos de algunos vendedores de galletas Chepacorina que trabajaban en el sector Gambotico de la población.
En 2002, el gobierno de Álvaro Uribe decidió crear a través de un decreto de conmoción interior una Zona de Rehabilitación y Consolidación en Montes de María (o zona especial de orden público). Cuya principal consecuencia fue la de continuar afectando los derechos y garantías de la población, pero ahora desde el Estado central (como que el derecho a la circulación o residencia podrá limitarse, mediante retenes, toques de queda, permisos de movilización, censos, restricciones o prohibiciones a personas y vehículos). Esta ZRC duró un año hasta que la Corte Constitucional tumbó la mayoría de artículos que afectaba al Estado social de derecho. 
El 16 de julio de 2003, pasa a la historia del municipio un hecho digno del “realismo mágico”. Aquel día, el expresidente Álvaro Uribe envía a El Carmen de Bolívar a Bernardo Moreno, y a los exsenadores William Montes y Vicente Blel Saad a la inauguración de una fuente al costado de la iglesia central como símbolo de la "inauguración" de un acueducto inexistente. Pero en vez de salir agua de las tuberías de este servicio público, en realidad, había sido conectada al aljibe de una casa vecina de la plaza principal del cual le suministraba el agua a la fuente. Antes de la realización del evento, la comunidad tenía conocimiento de este curioso caso de corrupción.
En el marco de la pacificación de esta región asolada por casi dos décadas de violencia, el colectivo de comunicaciones de este municipio ganó el Premio Nacional de Paz 2003 por haberse resistido a la violencia y a la intimidación de grupos insurgentes con 18 emisoras locales y un canal de televisión. Asimismo, numerosas víctimas del conflicto armado colombiano en este municipio han sido elogiadas por los medios de comunicación por resistirse valerosamente al accionar del terrorismo y los grupos ilegales. En 2004, en el marco del Pacto de Ralito, los Bloques Paramilitares se desmovilizaron. 
En octubre de 2007, se realizó la Operación Alcatraz en la cual fue dado de baja a alias Martín Caballero, comandante del frente 37 de las FARC, culpable de numerosos atentados y secuestros en la región; Juan Manuel Santos, ministro de defensa de la época llegó un día después al municipio a confirmar que el frente 37 de las FARC quedó prácticamente desmantelado. Desde entonces las operaciones del Ejército de Colombia han llevado tranquilidad y confianza a la región, llegando a consolidar como la primera subregión del Postconflicto Colombiano y recuperado al municipio poco a poco su importancia como centro económico y comercial.
Durante la primera década del siglo XXI, la producción de aguacate y ñame reemplaza completamente al tabaco en el renglón de la economía de la región. 
Durante el año 2012, el gobierno colombiano celebra el natalicio del compositor Lucho Bermúdez.

Alegoría a la "Rebelión de los Totumeros".

El martes 13 de marzo de 2012, en medio de un fuerte verano, comenzó la denominada 'Rebelión de los Totumeros', en la que durante cinco días se encabezaron marchas contra la empresa de acueducto exigiendo su derecho al agua potable. Las protestas ocasionaron el cierre parcial de la Troncal de Occidente en ambos sentidos, el cierre temporal del comercio durante cinco días consecutivos; Además, de decretos de toque de queda, ley seca y la alerta amarilla para atender cualquier tipo de emergencias. La entonces agente interventora Victoria López Colón para contrastar la crisis, envió agua contaminada traída por los carrotanques contratados por ella; esto ocasionó que los miembros de la comunidad exigieron su renuncia, cual se concretó tras no poder explicar ante el gobernador Juan Carlos Gossain el por qué, tras haber invertido 25.000 millones de pesos en los últimos cuatro años, los habitantes de El Carmen de Bolívar seguían sin una gota de agua.
Ante el anterior acontecimiento el gobernador Juan Carlos Gossain se apersonó del tema para buscar solucionar los problemas del transporte, almacenamiento, tratamiento y distribución domiciliaria del agua potable para el acueducto de El Carmen de Bolívar, logrando que el 11 de febrero de 2013 se firmara un acuerdo entre la Gobernación de Bolívar, el Viceministerio de Agua y Findeter para la construcción de un nuevo acueducto para el municipio. Entre el 2013 y marzo de 2015, se invirtió grandes recursos en la infraestructura logrando darle agua a la comunidad 24 horas al día, siete días a la semana.
En 2014, en un grupo de niñas de entre 9 y 14 años experimentaron lo que pudo ser un caso de histeria colectiva luego de que recibieran una segunda de dosis de una vacuna (Gardasil). Al parecer fue ese el desencadenante, ya que los síntomas que presentaban no tenían nada en común con los posibles efectos secundarios de la vacuna. 
En 2015, se crea la vía Transversal Montes de María, el cual conecta la Cabecera municipal con los centros poblados que se encuentra en las estribaciones de la alta montaña montemariana hasta llegar a la Troncal del Caribe, haciendo que esta última se conectará incluso con la Ruta del Sol III.
El 3 de julio de 2015, con la presencia del entonces vicepresidente de la República, Germán Vargas Lleras y el gobernador de Bolívar, Juan Carlos Gossaín, se realizó la inauguración oficial del nuevo y optimizado acueducto de El Carmen de Bolívar.
Por otra parte, a finales de octubre de 2015, Dumek Turbay Paz, oriundo de El Carmen de Bolívar, fue elegido gobernador de Bolívar por voto popular. Antes de 1992, cuando los gobernadores eran designados, también ocuparon el cargo los carmeros Napoleón Franco Pareja (1934 y 1944-1945) y David Turbay Turbay (1990–1991). 
En junio del 2016, llega por primera vez al Cerro Cansona (Segunda elevación más alta de los Montes de María) el evento de la Vuelta a Colombia. En noviembre de 2019, para la realización de los campeonatos de Fútbol Femenino de los Juegos Deportivos Nacionales Bicentenario 2019, se le asignó como subsede.

## Demografía
Se estima que para el año 2023, la población de El Carmen de Bolívar será de unos 75.179 habitantes, de los cuales el 51,64% serán hombres y el 48,36% mujeres.
El 5,35% de la población se reconoce como parte de algún grupo o colectivo étnico, entre los que se encuentran 1.173 indígenas, 2.570 personas negras, mulatas o afrocolombianas y 5 personas Rrom o gitanas. El municipio no cuenta con resguardos indígenas.
En cuanto a la distribución urbano/rural, el 71,85% de la población reside en el área urbana de El Carmen de Bolívar, mientras que el 28,15% vive en el zona rural. Por lo tanto, la mayor parte de las demandas de ordenamiento, gestión, ocupación y uso del suelo se darán en el ámbito rural. Además, la población rural afronta altos índices de pobreza multidimensional, concentración de la propiedad rural y violencia contra familias en procesos de restitución de tierras.
Datos históricos
Cabe destacar una de las primeras oleadas de inmigraciones a esta localidad se da en el decenio de 1865-1875, por medio de la bonanza tabacalera lleva a la ciudad una oleada de inmigrantes atraídos por la explotación y comercialización del tabaco: curazaleños, franceses, ingleses, italianos y alemanes, incluidos destacados sefardíes. Esto se ve reflejado en la prevalencia de algunos apellidos de estos descendientes en esta población del Caribe Colombiano.
Por otra parte, en 1993 la población en el área urbana supera a la rural.

## Economía
El Carmen de Bolívar concentra el movimiento económico y comercial de la subregión de los Montes de María. Es un municipio mayormente agroindustrial; pilar del crecimiento económico del municipio en general. Además, de su oferta gastronómica en el área de la producción de galletas.
El municipio tiene registrados 1.379 establecimientos comerciales. En el sector industrial, de los 252 establecimientos reportados en el año 2017, se destacan 208 en los que se elaboran productos alimenticios. En el sector de la construcción, para el año 2019 el municipio registra 1.967 m² aprobados para edificar.
En cuanto a la participación por sectores económicos para el 2019, el Ministerio de Agricultura y Desarrollo Rural en la actividad agrícola reporta 3.510 hectáreas en cultivos permanentes, dentro de los que se destacan aguacate (1.878 ha) y plátano (1.302 ha); 2.085 hectáreas en cultivos transitorios, entre ellos maíz (1.245 ha) y arroz (553 ha); 8.730 hectáreas en cultivos anuales, entre ellos yuca (4.578 ha) y ñame (3.805 ha). En el sector forestal, existe grandes plantación de Teca. 
En relación con el sector pecuario para el año 2019, el ICA reporta 42.182 cabezas de ganado bovino, además hay 9.085 porcinos. En otras especies pecuarias hay principalmente ganado equino con 3.108 ejemplares, caprino con 148 ejemplares, ovino con 6.482 cabezas y bufalino con 841 ejemplares. En el sector avícola se reportan 2.611 aves de traspatio.
En cuanto a los datos de los tipos de empresas en el municipio, se presenta distribuidos así: 
- El 55,1% del total de empresas urbanas y municipales son de tipo comercial.
- El 28,7% son empresas de servicios.
- El 15,1% son empresas industriales.
- El 1,1% son empresas de otros sectores de la economía.

Mientras, en el sector Minero, se destaca (aun sin explotación alguna):
El Carmen de Bolívar tiene una área definida como "potencialmente carbonífera", localizada en el Cinturón de San Jacinto al suroccidente del Municipio; afloran capas de Carbón al occidente del centro poblado Verdúm. Por otra parte, existe manifestaciones estratiformes de Roca Fosfórica (zona baja montaña); manifestaciones de Sulfuros de Cobre diseminado (al norte del centro poblado Macayepo); Gas Natural: APE Saman West (vereda Arenas del Sur); Además, de Chert (formación Cansona).

### Principal productora y exportadora de tabaco en Colombia
Después de la independencia, las regiones productoras en el siglo XIX se ampliaron a otros distritos. En especial, con la eliminación del monopolio sobre el tabaco, se debate la importancia de la producción de Ambalema (valle del Magdalena) y El Carmen de Bolívar.
El comercio del tabaco hizo del Carmen de Bolívar un activo centro comercial 
desde mediados del siglo XIX, por lo que en aquella época se requería una infraestructura vial por 
donde movilizar la mercancía que entraba y salía. El camino carretero y el 
ferrocarril que comunicaría a El Carmen con algún punto en la orilla del río 
Magdalena (Puerto de Jesús de Río); La construcción del ferrocarril El Carmen-Río Magdalena nunca se llegó a concretar, a pesar de la 
importancia que tenía para la economía exportadora de la región. Con respecto a 
la carretera, esta quedó construida a finales de la década de 1930.
El Carmen de Bolívar fue la principal región productora para exportación desde mediados de 1865, se mantuvo durante y después de los dos conflictos mundiales, hasta su decadencia a comienzos de la década de 1980, hasta hace un tiempo fue llamada "La ciudad generadora de dólares de Colombia", ya que la mayor parte del tabaco que se producía en la región, era enviada al comercio internacional.
A pesar de esto, el país no encontró una ruta hacia un desarrollo exportador estable, entre otras razones por la falta de uniformidad del producto, su calidad o los altos costos del transporte. Historiadores y economistas discuten como causas de la decadencia de la producción y de la crisis de las exportaciones, la mala calidad del tabaco producido y exportado, así como el aumento de la competencia proveniente de la isla de Java (Indonesia). Otros defienden la idea de la incapacidad empresarial para construir una industria moderna y eficiente. Por último, hay quienes dan una mayor ponderación a la forma como operó la separación entre la producción y la comercialización, pues las variaciones de los precios internacionales fueron absorbidas por los segundos, mientras los primeros tendieron al monopolio.

### Aguacate Carmero
Para 1900, ya el municipio había diversificado sus cultivos, especialmente en la región de la alta montaña, con grandes plantaciones de café que se extendían desde La Cansona hasta San Isidro. El cultivo de aguacate se incrementa como sombrío para los cafetales y crecían casi que en forma silvestre, se convierte el cultivo del aguacate en un renglón importante a partir de 1970 cuando se descubre el mercado de Medellín. 
Aunque tuvo una época de abundancia de este producto llevando más del 90% de su producción a los mercados de Medellín, Barranquilla y Cartagena, se vio frenado a finales de los años noventa y principios de los 2000 por las fumigaciones con glifosato, que pretendían acabar con los "cultivos ilícitos". Su segunda época dorada fue el 2007, pero nuevamente duró poco por la expansión del hongo phytophthora. A pesar de esto desde el 2013, se ha venido recuperando los árboles de aguacate y con alrededor de mil hectáreas se cultivan de aguacate criollo en la subregión de los Montes de María, el que se ha convertido en el primer renglón de la economía de la región.

## Patrimonios Inmaterial y Cultural
Aparte de la parte gastronómica como es la galleta Chepacorina, que es patrimonio del municipio, otras de las más significativas son:
- Bolas de candela: Considerada el principal Patrimonio Cultural Inmaterial de El Carmen de Bolívar. Se realiza anualmente desde el 7 al 14 de julio, especialmente, en la zona céntrica de la ciudad; después de terminar de tocar las bandas de viento (al son de porro y fandango), alrededor de las 8 p. m.

Históricamente, hay dos versiones de sus orígenes:
El 15 de julio del 1916 en horas de la noche llegó desde Barcelona, la escultura que hoy se encuentra en el altar del Santuario Arquidiocesano. Para ese entonces en el municipio no había energía eléctrica, por lo que las personas salieron a recibirla con antorchas construidas con varas de lata y fique. Tanta era la emoción, que las personas arrojaron al suelo las antorchas y empezaron a patearlas.
La otra es en forma de simbolismo, de aquellos caídos y decapitados en la Época de la Violencia. 
De ahí nace nuestras tradicionales bolas de candela, una costumbre centenaria propia de nuestra Villa Meritoria.
- Porro: Es un ritmo musical del Caribe colombiano. A pesar de su origen desconocido, muchos historiadores sostienen que es oriundo de las riberas del Bajo Magdalena donde este nació en El Carmen de Bolívar a causa de los inmigrantes alemanes e italianos que se asentaron en esta población por el mercado del Tabaco. Estos introdujeron en la región el instrumento del clarinete, de allí migró hacia otras poblaciones de la sabanas, hasta llegar al Sinú.[9]

## Gastronomía
El Carmen de Bolívar se caracteriza por el aguacate carmero y la Galleta Chepacorina. Aun así, en ella se produce y se puede encontrar diversos tipos de galletas y dulces del Caribe Colombiano. Por lo cual, se ha convertido poco a poco en un destino gastronómico, llegando a tener el título de ser la "Capital Dulce de Colombia".
- La Chepacorina: es una galleta a base de queso, harina, azúcar, leche cuya producción se ha convertido en una industria generadora de empleo. Su nombre nace de su autora, Josefa Corina Ríos Torres, conocida en la población como Chepa Corina, quien la ideó en 1947. Es vendida en calles, casas, establecimientos públicos y en el sector conocido como Gambotico.
- Casadilla de Coco: Es un producto que tiene como base una rebanada de galleta de soda a la que se adiciona en su parte superior una mezcla de panela con coco y se lleva al horno, obteniendo una especie de galleta cubierta de color dorado oscuro.
- Panochas: Es una masa de pan tostada y hueca. Rellena de un dulce compuesto de azúcar, coco y queso.
- Los tradicionales dulces de guandú, ñame y papaya.

Además, de la "pava de ají" y El mote de queso (en el Carmen normalmente se sirve con hojas de bleo).

## Sitios de interés

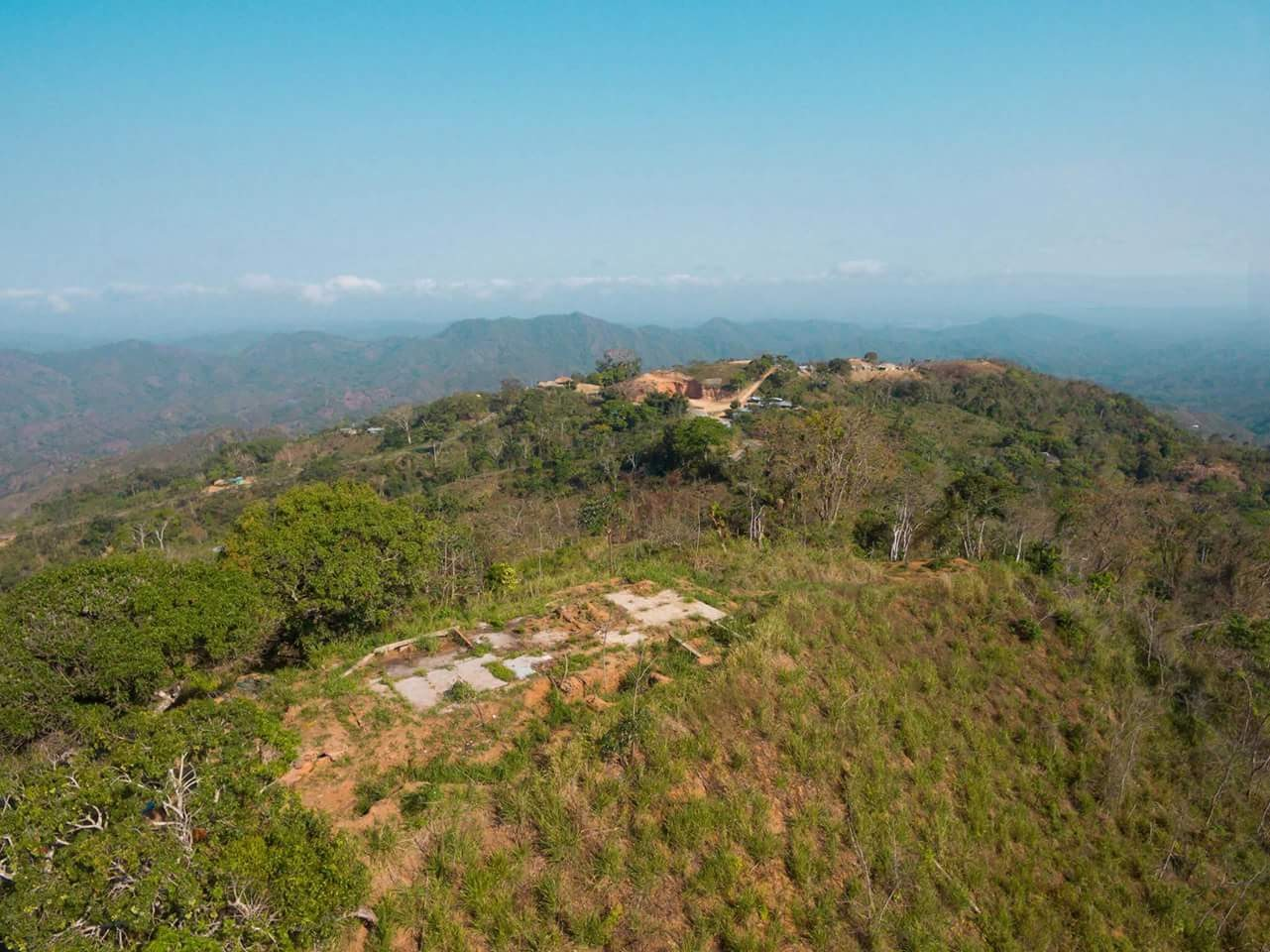
Vereda La Cansona y el Cerro Peralonso.

Por sus senderos montañosos se destacan algunos miradores y zonas propicias para el ciclomontañismo gracias a sus espacios naturales. Catalogado como uno de los mejores destinos para realizar ecoturismo en el Caribe Colombiano. Los sitios de interés público del municipio son los siguientes: 
- Santuario Arquidiocesano Nuestra Señora del Carmen.
- Mirador de la vereda La Cansona, donde se puede divisar el Embalse del Playón, Matuya y el Canal del Dique.
- Las pozas de Macayepo y las demás saltos de agua en la llamada Alta montaña (salto La Cañada, salto Ojito Seco, salto El Alférez).
- Plaza Mayor Villa Meritoria.
- Plaza Molongo.
- Escuela de Música Lucho Bermúdez.
- Salón Museo Lucho Bermúdez, ubicado en la Casa de la Cultura Municipal.
- Museo de la Memoria y la Identidad de los Montes de María, ubicado en la Casa de la Cultura.
- Monumento al Soldado Caído en Combate.
- Represa Santa Elena, a 1 km de la Cabecera Municipal y el Humedal Bucarica.
- Casa de la Logia (Luz del Carmen).
- Vista paisajística de la Transversal Montes de María.
- Dentro del paisaje urbano se destacan los cerros tutelares (sector La Victoria - Troncal de Occidente, vereda Loma del Viento y antigua Vía al Salado).

## Festivales
El Carmen de Bolívar celebra carnavales a la par del Carnaval de Barranquilla. También, como en muchos municipios del Caribe Colombiano en Semana Santa se realiza el "Festival del Dulce", en diferentes calles, sitios e instituciones educativas (En la que se puede degustar el Dulce de Galleta Chepacorina). A pesar de las mencionadas, se destacan las siguientes:

### Fiesta Mayor/Patronal
Anualmente se celebran las fiestas mayores del 7 al 17 de julio. Estas fiestas comúnmente comienzan con una alborada musical realizada por bandas de música de viento en la madrugada del 1, 15, 16 y 17 de julio.
Aunque la religiosidad es el factor más importante en estas celebraciones que reúne a propios y extraños, las acciones culturales que se han agrupado alrededor de estas fiestas que han permitido la trasformación de lo cultural las hacen únicas. Cada año llegan hasta el Santuario Arquidiocesano Nuestra Señora del Carmen a propios y extraños, para darle gracias y ratificar su fe cristiana.
Las romerías se bailan y canta con su patrona la cual no es ajena a la danza, pues es llevada en hombros al ritmo de un porro sabanero. En las noches de novena, después de terminar de toca la banda de viento que se coloca en el atrio del Santuario. La gente se reúne en el centro de la ciudad para "jugar" o simplemente ver las tradicionales Bolas de Candela. Los días 14 (en el barrio El Prado), 15 (en el Barrio Los Mangos), 16 (en el Barrio Centro) y 17 (en el sector Gambotico) se hace pirotecnia y las llamadas "vaca loca".

### Noviembre cultural

#### Festival Audiovisual de los Montes de María - FAMM
El Festival Audiovisual de los Montes de María se realiza del 1 al 6 de noviembre. En simultánea con proyecciones y talleres en otros municipios de los Montes de María, como una experiencia audiovisual-social que propicia encuentros entre las expresiones culturales profundas del universo regional con manifestaciones artísticas contemporáneas, permitiendo un ensamble cultural entre el cine, la música, el arte contemporáneo y las memorias.
Conmemoración de la Batalla de Mancomoján
El 12 de noviembre se conmemora la batalla de Mancomoján, tanto en El Carmen de Bolívar como en Ovejas (Sucre).

## Servicios

### Judicial
- Circuito Judicial de El Carmen de Bolívar: (2) Juzgados Promiscuos del Circuito, (2) Juzgados Promiscuos Municipal, (1) Juzgado Promiscuo de Familia, (3) Juzgado Civil del Circuito Especializado en Restitución de Tierras.
- Fiscalía General de la Nación - Seccional El Carmen de Bolívar.
- Instituto Nacional de Medicina Legal y Ciencias Forenses - Unidad Básica Carmen de Bolívar.
- Procuraduría Provincial de El Carmen de Bolívar.

### Educación
- Universidad de Cartagena - Centro Tutorial El Carmen de Bolívar: Ofrece los programas de Pregrado a Distancia: Administración Financiera; Administración Servicios de la Salud; Ingeniería de Software; Seguridad y Salud en el Trabajo.
- Escuela de Música Lucho Bermúdez.
- Antigua Escuela de Artes y Oficios (hoy Instituto Técnico Industrial Juan Federico Hollman).

### Salud
La salud en Colombia se rige por la legislación vigente (Ley 100 de 1993) y es regulada por el Ministerio de la Protección Social. En el ámbito local, está a cargo la Secretaría de Salud, que depende de la Alcaldía Municipal. Otras instituciones son la Cruz Roja Colombiana, la Defensa Civil Colombiana, que se encarga de emergencias, calamidades y desastres de origen natural, y el Instituto Colombiano de Bienestar Familiar (ICBF), encargado de la protección integral de la familia y la niñez.
Los centros hospitalarios del municipio son:
- E.S.E Hospital Nuestra Señora del Carmen: de Mediana Complejidad, propiedad del Departamento de Bolívar y administrado por el operador externo FundaSER. Presta servicios no solo en el área de El Carmen de Bolívar, sino también a los hospitales locales de San Jacinto, San Juan Nepomuceno, El Guamo, Zambrano y Córdoba.

- E.S.E Centro de Salud Giovanni Cristini: Presta el servicio de primer nivel de complejidad en la IPS Municipal ubicada en el barrio Los Mangos. Además de sus otros Centro de Salud localizados en los centros poblados El Salado, Macayepo, Caracolí, San Isidro; y en el barrio Minuto de Dios.

- De carácter privado, cuenta con la clínica IPS Fundación SER: Esta presta los servicios presenciales de Especialidades médicas, Especialidades quirúrgicas 24 horas, Apoyo diagnóstico-laboratorio clínico, Imágenes diagnósticas y Unidad de rehabilitación.

### Servicios públicos
- Acueducto: Servicio diario con una cobertura del 98% en la cabecera municipal. La empresa prestadora del servicio es ACUECAR S.A E.S.P. - Empresa de Acueducto y Alcantarillado de El Carmen de Bolívar, administrada temporalmente por Superservicios.[39] También cuenta con el servicio los centros poblados Padula, Verdúm y El Salado. De manera deficiente o nula: Macayepo y El Hobo. La extracción del líquido vital se obtiene a través del Acuífero de Morroa.
- Alcantarillado: El Salado es el único centro poblado del municipio donde cuenta con el servicio. Mientras, en la Cabecera municipal de El Carmen de Bolívar se encuentra "en implementación" por medio de Aguas de Bolívar y la Alcaldía Municipal,[40] contando además con una PTAR.
- Aseo Urbano: Serviaseo S.A. E.S.P. es la empresa prestadora en la recolección, transporte y disposición final de residuos sólidos para los diferentes barrios de la Cabecera municipal.
- Alumbrado Público: AGM Desarrollos es la empresa encargada del Alumbrado Público de El Carmen de Bolívar.
- Energía Eléctrica: Afinia del Grupo EPM es la empresa prestadora del servicio de energía eléctrica. Suministra la energía eléctrica en el municipio a través de los circuitos: El Carmen I, II, III, IV y el circuito Chinulito.
- Gas Natural: Surtigas es la empresa distribuidora y comercializadora de gas natural en el municipio.

### Comunicaciones
- Radio: Emisora Comunitaria Carmen Stereo 89.0 FM; Marina Stereo 91.7 FM; Radio Nacional de Colombia - San Jacinto 102.7 FM.
- TV: El municipio cuenta con acceso a la señal TDT nacional (Este incluye al canal Telecaribe). Además, por CATV a los canales locales y subregionales: Telemontes de María y CableVisión (Carmen de Bolívar).

### Otros
- Superintendencia de Notariado y Servicios - Oficina de Registro de Instrumentos Públicos Seccional El Carmen de Bolívar.
- Superintendencia de Notariado y Servicios - Notaria Única del Carmen de Bolívar.
- ICBF - Centro Zonal El Carmen de Bolívar.
- Punto de Atención de la Unidad para las Víctimas.
- AGROSAVIA - Sede El Carmen de Bolívar.
- Inspección del Trabajo - El Carmen de Bolívar.[41]
- Casa del Almirante El Carmen de Bolívar.[42]
- Cámara de Comercio de Cartagena - Seccional Carmen de Bolívar.

## Escenarios deportivos
El Carmen de Bolívar tiene los siguientes escenarios deportivos, los cuales son administrados por IDERBOL (Entidad departamental)) e IDERCAR (Entidad municipal):
- Estadio Cortés Campomanes (Julia Turbay Samur), estadio de fútbol profesional con capacidad que puede albergar 7000 espectadores, fue reinaugurada en el año 2012. Ha sido sede alterna de los equipos Unión Magdalena, Real Cartagena F.C, Uniautónoma Fútbol Club. Se encuentra a un costado de la Troncal de Occidente.
- Pista de Patinaje Montes de María: Ubicado a un costado de la Troncal de Occidente frente al Estadio Cortés Campomanes.
- Cancha de Sóftbol "7 de Agosto". Ubicado en el barrio homónimo.
- Polideportivo "El 28": Ubicado a un costado de la Avenida Kennedy en el barrio Villa Anita.

Además, posee tres canchas sintéticas de carácter público, ubicadas en los barrios Minuto de Dios y 12 de Noviembre, y en el centro poblado El Salado.

## Estructura organizacional municipal
| El Carmen de Bolívar | El Carmen de Bolívar | El Carmen de Bolívar | El Carmen de Bolívar       |
| Departamento         | Código DANE          | NIT                  | Categoría municipal (2024) |
| -------------------- | -------------------- | -------------------- | -------------------------- |
| Bolívar              | 13244                | 890480022-7          | Sexta                      |

- Personería: Ejerce, vigila y hace control sobre la gestión de las alcaldías y entes descentralizados; velan por la promoción y protección de los derechos humanos; vigilan el debido proceso, la conservación del medio ambiente, el patrimonio público y la prestación eficiente de los servicios públicos, garantizando a la ciudadanía la defensa de sus derechos e intereses.

El actual Personero municipal es Rubén Santamaria Ardila (2020-2027).
- Concejo Municipal: En materia administrativa sus atribuciones son de carácter normativo. También le corresponde vigilar y hacer control político a la administración municipal.

Constituido por 15 concejales por un periodo de 4 años.  Actualmente se encuentra distribuido con los siguientes partidos para el periodo 2024 - 2027 de la siguiente forma:
4 (Conservador), 3 (Salvación Nacional), 2 (CD), 1 (Liberal), 1 (Partido de la U), 1 (Fuerza de La Paz), 1 (Creemos), 1 (ASI), 1 (Mais) y 1 (Cambio Radical).
- Alcaldía Municipal: En esta se encuentra la administración municipal y las entidades descentralizadas del municipio.

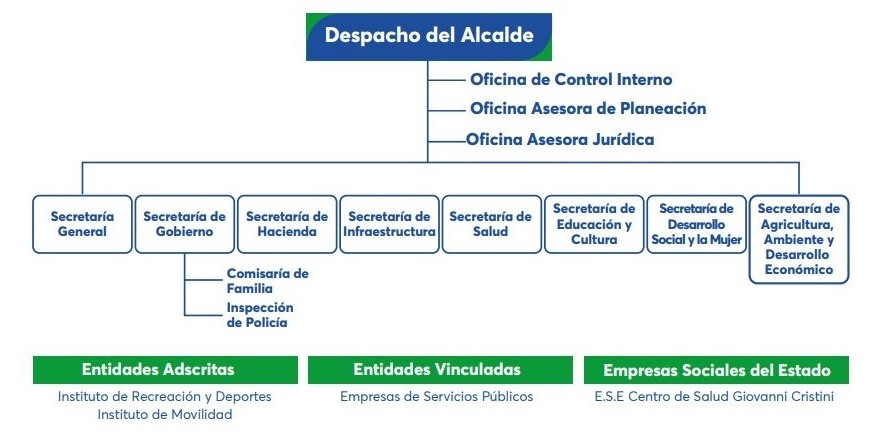
Estructura administrativa de la Alcaldía municipal de El Carmen de Bolívar (2023).

El actual alcalde municipal es Pedro Vásquez Díaz (2024-2027), elegido por voto popular. 
- - Inspección de policía. Posee una inspección urbana de policía con dos inspectores. Ningún centro poblado rural cuenta con un inspector.
- JAL. Sin constitución alguna en el municipio.